# DENK
El Moviment Polític Denk, conegut com a DENK (paraula neerlandesa per a "pensar" i turca per a "igualtat") és un partit polític social-conservador dels Països Baixos. Fundat per Tunahan Kuzu i Selçuk Öztürk, va néixer com a plataforma de defensa de les minories.

## Història
DENK es va fundar a partir de l'impuls dels dos diputats turc-neerlandesos del PvdA, Tunahan Kuzu i Selçuk Öztürk, els quals van abandonar la seva formació fruit de la polèmica entorn les propostes del viceprimer ministre i líder del partit, Lodewijk Asscher, de vigilar a diverses organitzacions islamistes turques per suposadament interferir en la integració dels ciutadans d'origen musulmà. Així, el 9 de febrer de 2015 van batejar el seu grup parlamentari com a "DENK", i van publicar un manifest polític per a l'establiment d'un moviment centrat en una societat tolerant mitjançant mesures com la introducció d'un registre de racistes que poguessin no ser contractat pel govern.
En les eleccions parlamentàries de 2017, DENK va aconseguir tres escons, assegurant que Kuzu i Öztürk romandrien al parlament juntament amb el nouvingut Farid Azarkan, qui va ser llavors el líder del partit. En les següents eleccions legislatives de 2021 i 2023 aconseguirien mantenir la representació parlamentària.

## Resultats electorals

### Cambra de Representants
| Any  | Lijsttrekker       | Vots    | %         | Escons  | +/– | Govern   |
| ---- | ------------------ | ------- | --------- | ------- | --- | -------- |
| 2017 | Tunahan Kuzu       | 216,147 | 2.1 (#12) | 3 / 150 | Nou | Oposició |
| 2021 | Farid Azarkan      | 211,053 | 2.0 (#14) | 3 / 150 | =   | Oposició |
| 2023 | Stephan van Baarle | 246,765 | 2.4 (#9)  | 3 / 150 | =   | Oposició |

### Parlament Europeu
| Any  | Lijsttrekker | Vots   | %         | Escons | +/– |
| ---- | ------------ | ------ | --------- | ------ | --- |
| 2019 | Ayhan Tonça  | 60,669 | 1.1 (#13) | 0 / 26 | Nou |
| 2019 | Ayhan Tonça  | 60,669 | 1.1 (#13) | 0 / 29 | =   |